# Kurt Lippert
Kurt Lippert (* 19. Februar 1932 in Streit, Schlesien; † 8. Dezember 1986 in Greifswald) war Fußballtorwart in der DDR-Oberliga. In der höchsten Spielklasse des ostdeutschen Fußballspielbetriebs spielte er 1956 und 1958 für den SC Empor Rostock.

## Sportlicher Werdegang
Kurt Lippert kam 1955 von der erzgebirgischen ISG Geyer zum ein Jahr zuvor gegründeten SC Empor Rostock in die DDR-Oberliga, um den bisherigen 34-jährigen Stammtorwart Rudi Leber abzulösen. Gleichzeitig hatte er aber Konkurrenz in dem zwei Jahre jüngeren Manfred Schröbler. So war Lippert in seiner ersten Oberligasaison 1956 mit 14 von 26 möglichen Punktspieleinsätzen nicht unbedingt der Stammtorwart der Rostocker, denn eingerechnet mit Einwechslungen kam Schröbler auf die gleiche Zahl von Einsätzen. Am Ende der Saison musste Rostock in die I. DDR-Liga absteigen und Lippert wurde zum Zweitligaspieler. Auch hier konnte er sich nicht als Stammspieler durchsetzen und stand in der über 26 Spiele gehenden Saison nur zehnmal im Tor. Der SC Empor schaffte den sofortigen Wiederaufstieg, und Lippert gehörte auch für die Spielzeit 1958 wieder zum Oberligaaufgebot des Sportclubs. Er geriet jedoch vollends in den Schatten von Schröbler, der alle 26 Punktspiele bestritt, während Lippert lediglich am 7. Spieltag für den verletzten Schröbler eingewechselt wurde.
Da mit dem jungen Jürgen Heinsch bereits ein neues Torwarttalent beim SC Empor auf sich aufmerksam gemacht hatte, verließ Lippert im Winter 1958 nach 25 Oberligapunkt- und 7 Pokalspielen Rostock und meldete sich für die Saison 1959 bei der DDR-Liga-Mannschaft von Einheit Greifswald an. Hier war er sofort Stammtorhüter und kam in allen 26 Punktspielen zum Einsatz. Bis zum Ende der Saison 1961/62 blieb Lippert erste Wahl im Greifswalder Tor. 1962/63 kam er nur noch in sechs Spielen zum Einsatz, in der darauffolgenden Spielzeit hatte ihn Peter Below endgültig verdrängt, Lippert bestritt lediglich ein einziges DDR-Liga-Punktspiel. In der Saison 1964/65 feierte er dann ein unerwartetes Comeback, da Below nach fünf Punktspielen zum Oberligaaufsteiger SC Neubrandenburg gewechselt war. Für den Rest der Saison stand nun wieder Lippert im Greifswalder Tor. 1965/66 bestritt er sämtliche 30 Punktspiele, konnte aber nicht verhindern, dass Einheit Greifswald nach einer desaströsen Leistung in die Bezirksliga absteigen musste. In den folgenden zwei Jahren spielte Lippert daraufhin nur im drittklassigen Fußball. Als Greifswald 1968 in die DDR-Liga zurückkehrte, gehörte der inzwischen 36-jährige Lippert immer noch zum Spieleraufgebot und hütete auch noch bis zum 12. Spieltag bis auf ein Spiel regelmäßig das Tor der DDR-Liga-Mannschaft, die inzwischen unter dem neuen Namen Kernkraftwerk Nord Greifswald antrat. Inzwischen hatten sich aber mit Höft und Socher zwei jüngere Torleute in den Vordergrund gespielt, deshalb schied Lippert am Ende der Saison 1968/69 aus der 1. Mannschaft der Greifswalder aus. In seinen elf Greifswalder Jahren hatte Lippert acht Spielzeiten in der DDR-Liga absolviert und war dabei in 151 Spielen zum Einsatz gekommen.